# Ranunculus incomparabilis
Ranunculus incomparabilis là một loài thực vật có hoa trong họ Mao lương. Loài này được Janka miêu tả khoa học đầu tiên năm 1872.